# Penny Pax
Penny Pax (Miami, 18 febbraio 1989) è un'attrice pornografica statunitense.

## Biografia
Penny è nata a Miami in Florida da una famiglia di origini irlandesi e tedesche. Ha vissuto alle Hawaii e in California prima di trasferirsi in Nuova Zelanda quando era in terza elementare. Nove mesi più tardi, si è trasferita a Fort Lauderdale, in Florida dove ha vissuto per tredici anni. Ha lavorato come bagnina per cinque anni presso varie piscine in tutto il sud della Florida. Sin da bambina ha coltivato una passione per il teatro, avendo frequentato una scuola di spettacolo e danza.

## Carriera
Pax è entrata nell'industria cinematografica per adulti nel novembre 2011 all'età di 22 anni e ha recitato in oltre 1000 scene con le più grandi case di produzione quali Tushy, Pure Taboo, Evil Angel, Jules Jordan Video e New Sensation. Ha recitato come protagonista nella serie pornografica "The Submission of Emma Marx", parodia della saga Cinquanta sfumature di grigio, per la quale ha vinto il premio come miglior attrice agli AVN, XBIZ e XRCO Awards.

## Riconoscimenti
- AVN Awards
  - 2016 – Best Actress per The Submission of Emma Marx: Boundaries[6]
  - XBIZ Awards
  - 2016 – Best Actress - All-Girl Release per Lesbian Fashionistas[7]
  - 2018 – Best Actress - Feature Release per The Submission Of Emma Marx: Evolved[8]
- XRCO Awards
  - 2015 – Best Actress per Wetwork[9]
  - 2016 – Best Actress per The Submission of Emma Marx 2: Boundaries[10]